# Tintin on the Moon
Tintin on the Moon (Tintin sur la Lune) è un videogioco sul personaggio di Tintin, pubblicato nel 1989 per i computer Amiga, Amstrad CPC, Atari ST, Commodore 64, MS-DOS e ZX Spectrum dalla Infogrames. È costituito da fasi tridimensionali di guida di un razzo spaziale e fasi a piattaforme all'interno del razzo stesso. È il primo videogioco di Tintin ed è ispirato in particolare agli albi degli anni '50 Obiettivo Luna e Uomini sulla Luna del fumetto Le avventure di Tintin, che parlano di un ipotetico primo viaggio sulla luna, quando non era ancora avvenuto nella realtà.
Nel 1990 Tintin on the Moon uscì anche per la console Amstrad GX4000; questa versione è praticamente identica a quella per Amstrad CPC a parte una nuova schermata introduttiva. Nel 1992 venne pubblicizzata una prossima versione per la console Sega Master System, mai realizzata.

## Modalità di gioco
Il gioco è costituito da 5 livelli, ciascuno composto da una fase di pilotaggio del razzo nello spazio, seguita da una fase a piattaforme dove si controlla Tintin all'interno del grande razzo, con l'obiettivo di fermare un sabotatore. Si dispone di una quantità di energia vitale rappresentata numericamente, unica per tutte le fasi, terminata la quale si perde la partita.
Nella fase di guida il razzo è mostrato da dietro mentre avanza a velocità costante in direzione perpendicolare allo schermo, con visuale tridimensionale. Il giocatore può spostare il razzo su tutto lo schermo, nelle versioni a 16 bit anche con il mouse, e deve evitare di urtare gli asteroidi che arrivano da davanti. Oltre agli asteroidi passano molte sfere rosse e gialle che si possono raccogliere; per completare la fase si devono prendere 8 sfere rosse, mentre quelle gialle danno bonus di energia.
Nella fase a piattaforme Tintin si muove in un labirinto bidimensionale su più piani, diverso a ogni livello, con visuale di profilo. Solo la versione ZX Spectrum è dotata di scorrimento multidirezionale, nelle altre si passa di scatto da una stanza all'altra.
Tintin può correre, salire scale a pioli, saltare, accovacciarsi, spruzzare con l'estintore se ne ha raccolto uno ed è carico. Inoltre in ogni momento si può disattivare o riattivare la gravità artificiale del razzo; quando è spenta i personaggi fluttuano per aria in linea retta e Tintin può cambiare la direzione di volo solo nei momenti in cui rimbalza sulle pareti. L'assenza di gravità può essere necessaria per raggiungere punti inaccessibili.
Nel razzo si aggirano liberamente anche il sabotatore clandestino colonnello Jorgen (Boris in alcune versioni linguistiche), gli altri membri dell'equipaggio capitano Haddock e professor Girasole (in alcune versioni anche lo scienziato Wolff), e il cane Milù. Gli obiettivi sono trovare e disinnescare alcune bombe, spegnere piccoli incendi con l'estintore, trovare e liberare i membri dell'equipaggio catturati e immobilizzati da Jorgen e mettere fuori combattimento quest'ultimo. Alcune icone indicano i problemi attualmente in corso e un segnale acustico avvisa quando una bomba sta per esplodere. Jorgen può continuamente appiccare gli incendi, catturare e legare i personaggi, e colpire lo stesso Tintin in corpo a corpo o con un raggio stordente. Tintin può catturare Jorgen, ma solo temporaneamente, saltandogli addosso alle spalle o spruzzandolo con l'estintore.
Dopo l'ultimo livello c'è una fase finale unica, l'atterraggio del razzo sulla luna. Qui il giocatore deve solo usare un pulsante/tasto per accendere e spegnere i motori quanto basta per rallentare la discesa. Questa fase sembra mancare su Commodore 64 e su ZX Spectrum (quest'ultimo ha al suo posto una sesta fase di pilotaggio).
Alcune versioni permettono la scelta della lingua tra inglese, francese e tedesco, ma la presenza di testo a video è comunque minima.

## Accoglienza
Tintin on the Moon ricevette di solito valutazioni medie o buone dalla critica dell'epoca, che spesso lo apprezzò più sul piano estetico che sul piano della giocabilità.
La critica italiana della versione Amiga fu influenzata negativamente anche da un manuale realizzato dal distributore CTO che risultava scarno e con informazioni fuorvianti, come inesistenti abilità dei personaggi non giocanti (sembra vero tuttavia che in versione Amiga anche Haddock può stordire Jorgen).